# Cupa Moldovei 2017-2018
La Cupa Moldovei 2017-2018 è stata la 27ª edizione della coppa nazionale moldava, che è iniziata il 22 luglio 2017 (con gli incontri del primo turno preliminare) e si è conclusa il 23 maggio 2018 con la finale. Il Milsami Orhei ha vinto il trofeo per la seconda volta nella sua storia.

## Formula
Il torneo si svolge con turni ad eliminazione diretta in gara unica. Nei turni preliminari si affrontano le squadre militanti in Divizia B e Divizia A con gli accoppiamenti stabiliti in base a criteri geografici. A partire dal secondo turno entrano nella competizione tre club della massima serie con i rimanenti già qualificati agli ottavi di finale.

## Primo turno preliminare
| Squadra 1       | Risultato   | Squadra 2            |
| --------------- | ----------- | -------------------- |
| 22 luglio 2017  |             |                      |
| Nistru Otaci    | -           | Speranța Drochia     |
| Rîşcani         | 10 - 2      | Fălești              |
| Cruiz Camenca   | 0 - 4       | Intersport Sănătăuca |
| FCM Ungheni     | 3 - 2       | Maiak Cioropcani     |
| Bogzești        | 4 - 2 (dts) | Florești             |
| Boldurești      | 1 - 5       | Codru Junior         |
| Fulger Chișinău | 0 - 1 (dts) | Steaua-57 Chișinău   |
| Fîrlădeni       | 5 - 0       | Sinteza Căuşeni      |
| Tighina         | 3 - 1       | Anina Anenii Noi     |
| Sireți          | 0 - 2       | Sparta Chișinău      |
| Slobozia Mare   | 5 - 1       | Prut Leova           |
| Socol Copceac   | 4 - 1       | Ceadîr-Lunga         |
| Fortuna Pleșeni | 6 - 4 (dts) | Maiak Chirsova       |
| Olimp Comrat    | 7 - 0       | Congaz               |

## Secondo turno preliminare
| Squadra 1          | Risultato       | Squadra 2       |
| ------------------ | --------------- | --------------- |
| 25 luglio 2017     |                 |                 |
| Codru Junior       | 0 - 1           | Bogzești        |
| Steaua-57 Chișinău | 3 - 1           | Cricova         |
| Tighina            | 1 - 1 (5-4 dcr) | Fîrlădeni       |
| Slobozia Mare      | 3 - 2           | Sparta Chișinău |

## Primo turno
| Squadra 1            | Risultato | Squadra 2          |
| -------------------- | --------- | ------------------ |
| 12 agosto 2017       |           |                    |
| Speranța Drochia     | 2 - 1     | Edineț             |
| Rîşcani              | 1 - 2     | Grănicerul Glodeni |
| Intersport Sănătăuca | 1 - 0     | Iskra Rîbnița      |
| FCM Ungheni          | 1 - 3     | CF Ungheni         |
| Bogzești             | 1 - 2     | Sîngerei           |
| Tighina              | 0 - 5     | Victoria Chișinău  |
| Slobozia Mare        | 2 - 5     | Cahul              |
| Socol Copceac        | 3 - 2     | Saxan              |
| Fortuna Pleșeni      | 2 - 3     | Sparta Selemet     |
| Olimp Comrat         | 4 - 0     | Real Succes        |
| 13 agosto 2017       |           |                    |
| Steaua-57 Chișinău   | 2 - 1     | Codru Lozova       |

## Secondo turno
N.B. Steaua-57 Chișinău, Victoria Chișinău e Socol Copceac accedono direttamente agli ottavi di finale.
| Squadra 1          | Risultato | Squadra 2            |
| ------------------ | --------- | -------------------- |
| 19 settembre 2017  |           |                      |
| Grănicerul Glodeni | 3 - 0     | Intersport Sănătăuca |
| Olimp Comrat       | 0 - 3     | Sparta Selemet       |
| Speranța Drochia   | 0 - 3     | Spicul Chișcăreni    |
| Cahul              | 1 - 5     | Sfîntul Gheorghe     |
| 3 ottobre 2017     |           |                      |
| CF Ungheni         | 1 - 4     | Sîngerei             |

## Ottavi di finale
| Squadra 1          | Risultato   | Squadra 2          |
| ------------------ | ----------- | ------------------ |
| 24 ottobre 2017    |             |                    |
| Dacia Chișinău     | 6 - 1       | Grănicerul Glodeni |
| Zarea Bălți        | 6 - 1       | Sîngerei           |
| Steaua-57 Chișinău | 0 - 2       | Zimbru Chișinău    |
| Sparta Selemet     | 1 - 2       | Speranța Nisporeni |
| Sfîntul Gheorghe   | 0 - 2       | Milsami Orhei      |
| 25 ottobre 2017    |             |                    |
| Spicul Chișcăreni  | 2 - 4       | Dinamo-Auto        |
| Victoria Chișinău  | 1 - 3 (dts) | Sheriff Tiraspol   |
| Petrocub Hîncești  | 18 - 0      | Socol Copceac      |

## Quarti di finale
| Squadra 1         | Risultato   | Squadra 2          |
| ----------------- | ----------- | ------------------ |
| 18 aprile 2018    |             |                    |
| Dinamo-Auto       | -           | Dacia Chișinău     |
| Milsami Orhei     | 2 - 0       | Sheriff Tiraspol   |
| Petrocub Hîncești | 2 - 0       | Speranța Nisporeni |
| Zimbru Chișinău   | 1 - 0 (dts) | Zarea Bălți        |

## Semifinali
| Squadra 1         | Risultato       | Squadra 2     |
| ----------------- | --------------- | ------------- |
| 9 maggio 2018     |                 |               |
| Petrocub Hîncești | 1 - 2 (dts)     | Milsami Orhei |
| Zimbru Chișinău   | 0 - 0 (5-4 dtr) | Dinamo-Auto   |

## Finale
| Arbitro: | Frankowski |

|                    |           |  |
| Antoniuc 99’, 102’ | Marcatori |  |